# 第51回日本レコード大賞
第51回日本レコード大賞（だい51かいにほんレコードたいしょう）は、2009年（平成21年）12月30日に新国立劇場中劇場で行われた51回目の『日本レコード大賞』である。

## 概要
第51回の大賞は、EXILEの「Someday」に決定した。売上的には7月に発売された「FIREWORKS」の方が上だが、今回はこの曲を歌った。EXILEは2年連続2度目の受賞で、2連覇は史上5組目（男性では細川たかしに続いて2組目）、グループとしては史上初。大賞受賞曲を発表したプレゼンターは制定委員長の服部克久。
最優秀新人賞にBIGBANG。外国人歌手の受賞は2年連続。韓国人歌手の受賞は第32回のヤン・スギョン以来19年ぶり。プレゼンターは審査委員長の都倉俊一。 新人賞を受賞したさくらまやは、史上最年少の11歳での受賞となった（なお、最優秀新人賞の発表が22時過ぎだったため、その発表のステージにはマネージャーが代理で出席した）。
最優秀歌唱賞に五木ひろし。34年ぶり3度目の受賞。3度目は史上初。
最優秀アルバム賞を受賞したGReeeeNは顔は公開しなかったが、メンバーのHIDEと92が地上波全国放送初となる肉声ならびに直筆サインを公開し、受賞の喜びを語った。
司会は堺正章と藤原紀香が務めた。両者の組み合わせは昨年までの読売テレビ『ベストヒット歌謡祭』でお馴染み。進行アナウンサーが3人登場するのは初めて。
視聴率は、関東地区が前年より3.4P低い13.5%、関西地区が6.4P低い15.9%と大きく落ち込み時間帯2位になった。裏番組では、日本テレビの『ザ!世界仰天ニュース』が18.3%で時間帯1位だった。数字はビデオリサーチ社調べ。

## 放送時間
- 事前番組「まもなく日本レコード大賞」 17時00分～18時00分
- 「第51回輝く!日本レコード大賞」 18時30分～22時30分
- 事後番組「おめでとう!第51回日本レコード大賞」 22時30分～23時14分
ラジオ放送は18時30分～23時55分（RCCラジオは19時00分に飛び乗り。TBSラジオ以外は23時30分で飛び降り）

## 司会
- 堺正章
- 藤原紀香
- TBSアナウンサー
  - 安住紳一郎（事前番組・事後番組も担当）
  - 枡田絵理奈（事前番組も担当）
  - 加藤シルビア

## ラジオ中継担当
- 向井政生（TBSアナウンサー）
- 新井麻希（TBSアナウンサー（当時）、TBSラジオスタジオ担当）

## 受賞作品・受賞者一覧

### 日本レコード大賞
「Someday」
- 歌唱：EXILE
- 作詞：EXILE ATSUSHI / 作曲：miwa furuse / 編曲：h-wonder
- プロデューサー：HIRO
- プロダクション：LDH
- レコード会社：エイベックス・エンタテインメント

### 最優秀歌唱賞
- 五木ひろし「凍て鶴」

### 最優秀新人賞
- BIGBANG「ガラガラ GO!!」

### 最優秀アルバム賞
- GReeeeN「塩、コショウ」

### 優秀作品賞（大賞ノミネート作品）
- いきものがかり「YELL」
- w-inds. x G-DRAGON(BIGBANG)「Rain Is Fallin'」
- EXILE「Someday」
- GIRL NEXT DOOR「Infinity」
- 北川大介「おまえを連れて」
- 倖田來未「Lick me♥」
- 坂本冬美「また君に恋してる」
- 東方神起「Stand by U」
- 氷川きよし「ときめきのルンバ」
- 樋口了一「手紙〜親愛なる子供たちへ〜」
- 水森かおり「安芸の宮島」

### 新人賞（最優秀新人賞ノミネート）
- さくらまや「大漁まつり」
- SCANDAL「少女S」
- BIGBANG「ガラガラGO!!」
- ヒルクライム「春夏秋冬」
  - SCANDAL以外、第42回日本有線大賞新人賞も受賞している。
  - 新人賞は楽曲ではなくアーティストが受賞するため、アーティスト名横の楽曲名は当日歌唱した楽曲。

### 優秀アルバム賞
- 石川さゆり「さゆりIV」
- GReeeeN「塩、コショウ」
- Superfly「Box Emotions」
- ハナレグミ「あいのわ」
- 平原綾香「my Classics!」

### 作曲賞
- JUJU／JAY'ED／Jeff Miyahara／RYLL & couco「明日がくるなら」（歌：JUJU with JAY'ED）

### 編曲賞
- 池多孝春／「歌謡組曲 おんな神輿歌」（歌：山口ひろみ）、「お蝶次郎長恋姿」など（歌：竹川美子、岡千秋）

### 作詩賞
- いではく「比叡の風」（歌・北島三郎）

### 特別賞
- アリス
- AKB48／秋元康
- 辻井伸行
- マイケル・ジャクソン

### 企画賞
- 稲垣潤一／「男と女 -TWO HEARTS TWO VOICES-」、「男と女2-TWO HEARTS TWO VOICES-」
- SPEED／「SPEEDLAND -The Premium Best Re Tracks-」
- 「生誕100年記念 国民的作曲家 古関裕而全集 -長崎の鐘・君の名は・栄冠は君に輝く-」
- 知名定男／「知名定男 島唄百景」
- つるの剛士／「つるのうた」、「つるのおと」
- 「三木たかし追悼盤 ル・クラシック 〜時の流れに身をまかせ〜」

### 功労賞
- 曽根幸明
- 長洲忠彦

### 特別功労賞
- 石本美由起
- 忌野清志郎
- 遠藤実
- 丘灯至夫
- 音羽たかし
- 加藤和彦
- 松井由利夫
- 三木たかし
- 森繁久彌

### 日本作曲家協会奨励賞
- しのぶ

## 審査委員
- 審査委員長：都倉俊一
- 審査委員・幹事（23人）=23人に審査委員長含む
  - 新聞記者（14人）：読売新聞、毎日新聞、日本経済新聞、産経新聞、東京新聞、時事通信、日刊スポーツ、スポーツニッポン、報知新聞、サンケイスポーツ、デイリースポーツ、東京中日スポーツ、東京スポーツ、夕刊フジ。
  - JNN系列放送局4社（4人）：MBS毎日放送、CBC中部日本放送、RKB毎日放送、HBC北海道放送。
  - 音楽評論家・音楽プロデューサー（5人）

## TV中継スタッフ
- ナレーション：ケイ・グラント
- 構成：樋口弘樹、あべ、櫻井昭宏
- 取材：三好千春、村山由紀子、板垣寿美
- 音楽監督・指揮：服部隆之
- 演奏：倉田信雄／田代修二、渡辺直樹、島村英二、松原正樹、古川望、藤井珠緒、菅坡雅彦、横山均、広原正典、野々下興一、Bob Zung、近藤淳、木戸やすひろ、比山貴咏史、松田レレ、広谷晴子、加藤高志、加藤亜紀子、押鐘貴之、伊能修、杉野裕、藤堂昌彦、渡辺一雄、松本亜土、桐山なぎさ、入江茜、山田雄司、渡部安見子、岩永知樹、丸山泰雄
- ミュージシャンコーディネート：フェイスミュージック
- 新国立劇場スタッフ
  - TM：長谷川晃司
  - TP：香取良和
  - TD：荒木健一
  - カメラ：藤田栄治
  - VE：小林陽二
  - 照明：近藤明人、原昇
  - 音声：森和哉、寿田道陽
  - PA：池戸和幸、小暮倫見
  - 音効：岡本智宏
  - プロンプター：木原大輔、鈴木祭
  - 通話回線：林隆二郎
  - 美術プロデューサー：飯田稔
  - 美術デザイナー：三須明子
  - 美術制作：長谷川隆之
  - 装置：古川俊一
  - 美術メカシステム：庄子泰広
  - 電飾：斉藤貴之
  - LEDグラフィックス：城三千雄
  - 装飾：野呂利勝
  - アクリル装飾：渡邊卓也
  - 花装飾：落合生嗣
  - 特殊効果：矢島克祐
  - 楽器：高井啓光
  - 衣裳：原口恵里
  - 持道具：貞中照美
  - 化粧：吉田謙二
- OAサブスタッフ
  - TD：伊東修
  - VE：高橋康弘
  - 音声：尾崎宗弘
  - 音効：太田誠也
  - CG：森享大、藤井晶之
  - 回線：片山敦史
  - VTRルーム：加藤孝祐、大内義晴
  - MA：橋本大
  - 編集：藤森唯史、江川賢市
  - TK：葛貫明子
  - VTR担当：斉藤慶一郎、清宮嘉浩、小泉泰成
  - 演出：青山優子
- TK：長谷川道子
- 公開：廣中信行、松元裕二、中野智之
- AP：鹿渡弘之、神田祐子
- 制作進行：田辺和弘、近藤尚
- 演出スタッフ：加古紗耶子、山下智之、菱沼夏樹、橘信吾、小関美保子、神作弥生
- 舞台監督：高田惰
- プロデューサー：落合芳行、服部英司、篠塚純、櫟本憲勝
- 総合演出：木田将也
- 映像協力：毎日放送、北海道放送
- 資料協力：レコチョク
- 楽器協力：ローランド
- 技術協力：毎日放送、東通、ティ・エル・シー、エヌ・エス・ティー、TAMCO、赤坂ビデオセンター、テクト、ラ・ルーチェ、KDDI、ダブルビジョン、PRGアジア、SJP、サークル、MTPlanning、PVC
- 協力：新国立劇場運営財団
- 制作協力：BMC
- 制作：TBSテレビ
- 製作著作：TBS
- 主催：社団法人 日本作曲家協会、日本レコード大賞制定委員会、日本レコード大賞実行委員会